# Ryan Carnes
Ryan Gregg Carnes (ur. 6 grudnia 1982 w Pittsfield) – amerykański aktor telewizyjny i filmowy.

## Życiorys

### Wczesne lata
Urodził się i dorastał w Pittsfield w Illinois. Wychowywał się ze starszym bratem Chrisem i młodszą siostrą Amber. W wieku 15 lat został muzykiem i perkusistą. Przez dwa lata uczęszczał na Uniwersytet Duke’a w Durham w stanie Północnej Karoliny, gdzie był członkiem zespołu DUMB (Duke University Marching Band).

### Kariera
W 2003 wystąpił w kampanii reklamowej dla Nintendo.
Na kinowym ekranie zadebiutował rolą geja w komedii Eating Out (2004). Od lipca 2004 do września 2005 grał rolę homoseksualnego Lucasa Jonesa w operze mydlanej ABC Szpital miejski (General Hospital), zanim został zastąpiony przez aktora Bena Hogestyna. Po latach ponownie pojawił się w tym serialu. Popularność przyniosła mu rola Justina, geja w serialu obyczajowym ABC Gotowe na wszystko (Desperate Housewives, 2004–2006). Pojawił się w teledysku roku do piosenki Stephanie McIntosh „Mistake” (2006). W 2009 zaangażowano go do głównej roli w serialu fantasy Fantom (The Phantom). W serialu Cyberatak (Blackout, 2012) grał doktora Bena Westena. W lutym 2018 znalazł się na okładce meksykańskiej edycji „Men’s Health”.

## Filmografia

### Filmy
- 2004: Eating Out jako Marc Everhard
- 2006: Listy z Iwo Jimy (Letters from Iwo Jima) jako żołnierz piechoty morskiej
- 2006: (Surf School) jako Tyler
- 2007: Krzyż Andersona (Anderson's Cross) jako David
- 2008: The Sno Cone Stand Inc jako Sonny
- 2008: Leaving Barstow jako Cody
- 2008: Trailer Park of Terror jako Alex
- 2009: Suicide Dolls jako Tyler
- 2015: The Pinhole Affect jako Josh Miller

### Filmy TV
- 2005: Krew nie woda (Thicker Than Water) jako Tim "Ray" Markus
- 2006: Grand Union jako Ricky
- 2010: The Phantom jako Chris Moore

### Seriale TV
- 2004–2018: Szpital miejski (General Hospital) jako Lucas Stansbury Jones #9
- 2004–2006: Gotowe na wszystko (Desperate Housewives) jako Justin
- 2005: CSI: Kryminalne zagadki Nowego Jorku (CSI: NY) jako Nigel Ballantyne
- 2005: Podkomisarz Brenda Johnson (The Closer) jako Austin Phillips
- 2007: Doktor Who (Doctor Who) jako Laszlo
- 2008: Kim jest Samantha? (Samantha Who?) jako Brent
- 2008: Saving Grace
- 2009: Fantom (The Phantom) jako Chris Moore/Kit Walker/Zjawa
- 2012: Cyberatak (Blackout) jako dr Ben Westen